# Yoann Bourgeois
Yoann Bourgeois é um dançarino, coreógrafo e artista francês. Ele treinou em artes circenses em Châlons-en-Champagne. Dirigiu a companhia de dança itinerante Compagnie Yoann Bourgeois. O The New Yorker o descreveu como um " acrobata do nouveau-cirque" e "engraçado, comediante pastelão", e Wesley Morris, no The New York Times, chamou-o de "dramatista da física". Em 2021, ele foi acusado de plágio. Ele foi o primeiro artista e digitador treinado em circo a dirigir em um Centro Coreográfico Nacional, o que fez na Maison de la culture de Grenoble de 2016 a 2022.

## Biografia
Yoann Bourgeois nasceu de um pai professor de esportes e uma mãe enfermeira pediatra. Cresceu em Cramans e subiu ao palco pela primeira vez no CM1 durante uma oficina de teatro organizada na sua escola primária. Seus pais se separaram e venderam a casa para o Cirque Plume.
Aos 18 anos partiu para a Romênia, onde conheceu ciganos e fez seus espetáculos circenses.
De 2002 a 2004, formou-se na Escola Nacional de Artes Circenses de Rosny-sous-Bois (ENACR) e, de 2004 a 2006, no Centro Nacional de Artes Circenses (CNAC) de Châlons-en-Champagne. É o único aluno a ter feito dupla formação ao participar paralelamente na formação em dança contemporânea no Centro Nacional de Dança Contemporânea.
O seu percurso artístico é marcado pela colaboração com Alexandre del Perugia, pedagogo e co-director do CNAC de 2003 a 2005. Foi performer permanente na companhia do coreógrafo Maguy Marin de 2006 a 2010; participou do renascimento de May B e Umwelt, bem como da criação de Description d'un combat e Turba, antes de abrir sua própria companhia em 2010.
A partir de 2016, codirige com o coreógrafo Rachid Ouramdane o Centro Coreográfico Nacional de Grenoble (CCN de Grenoble), renomeando-o CCN2. Ele é o primeiro artista circense a codirigir uma CCN. Apoia-se nas potencialidades do território para imaginar um laboratório de criações in situ e participativas. No final de março de 2021, após a nomeação de Rachid Ouramdane no teatro nacional da dança em Paris, a direção do CCN2 deixa a Yoann Bourgeois a direção do centro coreográfico até ao final do seu mandato em 2022.
Adepto de espaços amplos, em 2017 realizou no Panteão uma criação in situ chamada La Mécanique de l'histoire, une tentative d'approche d'un point de suspension.
Em dezembro de 2022, deixou o CCN de Grenoble com o objetivo de se estabelecer nas proximidades de Saint-Pierre-de-Chartreuse.

## Tentatives d'approches d'un point de suspension
O seu trabalho é marcado por um conhecimento aprofundado dos jogos, em particular dos jogos de vertigem e de simulacro, que explora e partilha através da sua “Oficina do Jogador”. Suas criações têm a especificidade de reinvestir o “ato”, ao inventar diferentes dispositivos físicos eloquentes. Esses dispositivos espetaculares e autônomos permitem que ele jogue em qualquer lugar e, principalmente, onde não é esperado. Assim, seu Fugue Trampoline tornou-se em poucos anos um dos shows mais emblemáticos da geração jovem.
Centra o seu trabalho em torno do ponto de suspensão, momento particular comum a muitas disciplinas circenses (trampolim, trapézio voador, malabarismo), particularmente intenso emocionalmente pela sua leveza e pelo seu carácter efémero. Cada um de seus dispositivos gravita em torno da noção de suspensão e traça ao longo dos anos uma obra que ele chama, a partir de 2014, Tentatives d'approches d'un point de suspension.
Yoann Bourgeois cria situações dramáticas a partir de fenômenos físicos, como evidenciado por sua peça Celui qui tombe, na qual seis performers evoluem em um grande palco de madeira de 36 m2 e tentam ficar de pé sobre ele enquanto restrições físicas são aplicadas a ele (força centrífuga, gravidade, equilíbrio precário), o menor de seus gestos impacta a cenografia e vice-versa.

## Acusações de plágio
Em fevereiro de 2021, Yoann Bourgeois foi acusado de plágio em um vídeo divulgado anonimamente que sugere que ele reutilizou sequências coreográficas de uma dezena de artistas diferentes em seus shows. Dentre elas, Chloé Moglia foi a primeira a se manifestar sobre o assunto em sua página no Facebook para discutir com cuidado os limites entre o “empréstimo” de motivos coreográficos, a apropriação e o abuso de poder. O coletivo Petit Travers, cujo trabalho também é mostrado no vídeo, se pronunciou alguns dias depois para expressar sua oposição à "privatização do trabalho artístico", e explicam que o problema é, na verdade, “apropriar-se do que não é propriedade de ninguém”.
Yoann Bourgeois diz estar “profundamente magoado com esse método” e refuta categoricamente as acusações. Justifica-se em coluna publicada no site ARTCENA, explicando que "a história da arte é uma série infinita de reinterpretações e desvios de ideias, motivos, referências", mas sem entregar as desculpas que, segundo Ariane Bavelier do Le Figaro, "todos estavam esperando".
Segundo Emmanuelle Bouchez, do Télérama, certos paralelos feitos no vídeo são insignificantes, pois essas figuras foram usadas e "há muito tempo não pertencem a ninguém"; algumas capas, reais, foram objeto de uma “negócio acirrado sobre os royalties”, mas o artista de rua Pierre Pélissier especifica que nem sempre os termos foram respeitados; por fim, outras sequências, como a imagem atribuída a Camille Boitel em seu Homme de Hus em 2003, ou a sequência de En suspens criada por Chloé Moglia e Mélissa Van Vépy em 2007, causam “constrangimento”. A jornalista considera que o limite entre “reminiscência inconsciente, citação, homenagem ou plágio” é muito “delicado para definir” para que ela possa decidir. Um especialista em direitos autorais citado pelo Le Figaro explica, no entanto, que do ponto de vista estritamente legal, os dispositivos reutilizados por Yoann Bourgeois, incluindo a cena de suspensão de Moglia e Van Vépy, "dificilmente poderiam ser considerados protegidos" . Segundo ele, “o problema parece questionar a moralidade de um comportamento e não o caráter infrator de uma obra. À questão da burguesia“Se alguém se sente enganado, por que não recorre à lei?", o diretor Adrien Mondot responde: "ninguém está levando o caso ao tribunal porque a assimetria das forças presentes é total". Um advogado explica que a maioria dos fatos levantados pelo vídeo são prescritos.
Muitos artistas, incluindo vários ex-colaboradores de Yoann Bourgeois, assumiram uma posição dura. Alguns, como o cofundador do Cirque Plume Bernard Kudlak, lamentam o processo de veiculação de um vídeo anônimo, no exato momento em que falávamos de Bourgeois para a encenação de uma das cerimônias dos Jogos Olímpicos de 2024. O trampolimista Mathurin Bolze acredita, ao contrário, que esse vídeo foi a única resposta possível quando ninguém queria saber do problema. Em maio de 2021, constatando a "linha de defesa em negação, inflexível, prepotente" de Yoann Bourgeois e a falta de reação das instituições, centenas de artistas assinaram um texto no qual exigiam "uma posição daqueles que apoiam Yoann Bourgeois, por subsidiando-o ou programando-o”, e estão indignados com a ideia de que ele possa manter seu lugar no Grenoble CCN. O diretor-geral de criação artística Christopher Miles responde a esta interpelação de que "qualquer decisão da administração em relação a Yoann Bourgeois que não se baseie em fatos estabelecidos em lei seria arbitrária" e deseja que a mediação instaurada tenha êxito, ainda que judicialmente.
Alguns artistas reconhecem que além do que o malabarista Martin Palisse descreve como um “sistema de dominação montado por Yoann Bourgeois, protegido por uma rede que não quer propriedade intelectual, repertório, relação entre artistas e instituições” são importantes e devem ser enfrentados coletivamente. Observadores também acreditam que essa polêmica tem o mérito de levantar a questão dos direitos autorais no circo contemporâneo.

## Obras

### Espétáculos
- 2010: Cavale
- 2010: Les Fugues
- 2011: L'Art de la fugue
- 2012: Wu Wei
- 2013: La Balance de Levité
- 2014: Celui qui tombe
- 2014: Minuit

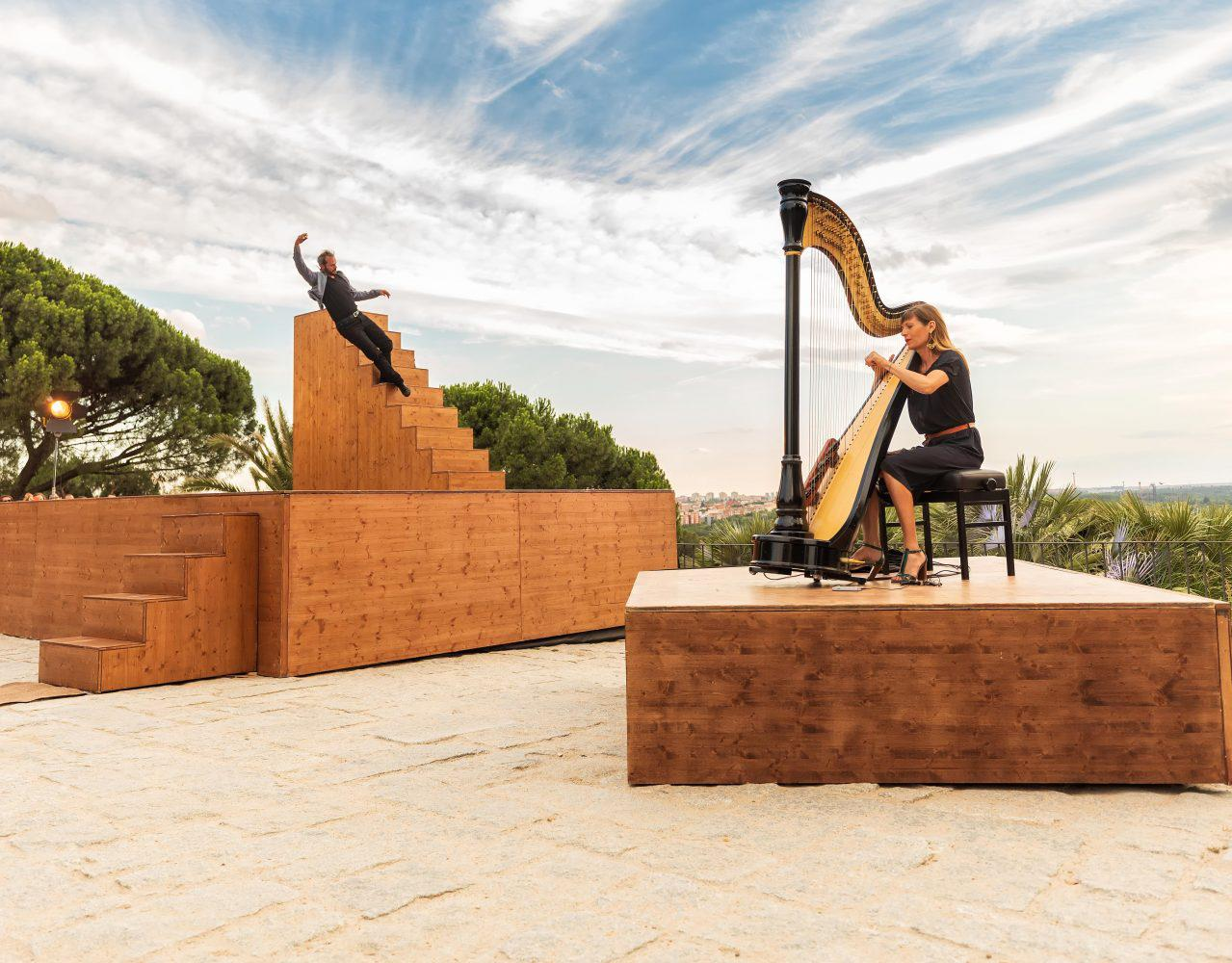
Fugue/Trampoline.

- 2017: La Mécanique de l'histoire, une tentative d'approche d'un point de suspension
- 2018: Passants
- 2018: Scala
- 2018: Ophélie
- 2019: Requiem,
- 2019: Little Song para o Nederlands Dans Theater 2
- 2020: Hurricane para o Göteborgs Operans Danskompani
- 2020: Les Paroles impossibles
- 2022: Minuit, com a harpista Laure Brisa.

### Criações audiovisuais
- 2017: Les Grands Fantômes com Louise Narboni
- 2018: Meet me in the Gap com Kim Gehrig
- 2018: Fugue VR com Michel Reilhac
- 2018: Clair de lune com Alexandre Tharaud
- 2019: Apple Bounce com Oscar Hudson
- 2020: Boîte Noire, Canal+
- 2020: Shine com Yael Naim
- 2020: Pardon les sentiments com Vincent Delerm
- 2020: Cool Off com Missy Elliott
- 2022: As It Was com Harry Styles

### Prêmios

#### Distinções
- 2017:  Cavaleiro da Ordem das Artes e Letras

#### Nomeações
- 2016: Nomeação para Celui qui tombe no Laurence Olivier Awards na categoria Best New Dance Production
- 2018: Nomeação para Celui qui tombe no Dora Mavor Moore Awards na categoria Outstanding Production

#### Preço [ editar | modifique o código ]
- 2018: 1º prêmio de Melhor Captura de Performance ao Vivo no San Francisco Dance Film Festival por seu filme co-escrito com Louise Narboni, The Great Ghosts
- 2019: prêmio de melhor videoclipe nas vitórias da música alemã para Clair de lune de Debussy no Warner Classics
- 2019: 1º prêmio de melhor filme no IMZ Berlin por The Great Ghosts[17]
- 2020: Gold Award nas Américas 2020 para Apple Bounce